# Приморский сельский совет (Херсонская область)
Приморский сельский совет (укр. Приморська сільська рада) — входит в состав
Скадовского района
Херсонской области
Украины.
Административный центр сельского совета находится в 
с. Приморское
.

## История
- 1907 — дата образования.

## Населённые пункты совета
- с. Приморское